# Apaj
Apaj (hongrois : Apaj [ˈɒpɒj]) est une localité hongroise située dans le comitat de Pest.

## Site et localisation

### Topographie et hydrographie
Apaj est située à la limite occidentale du parc national de Kiskunság, à 50 km au sud de Budapest et à 8 km à l'est de Dömsöd et du Danube de Ráckeve (bras du Danube).  
Les localités voisines sont Bugyi au nord-est et à l'est, Kunszentmiklós au sud, Dömsöd à l'ouest et Kiskunlacháza au nord-ouest. Apaj est également située à proximité de Tass, bien qu'elle ne partage pas officiellement de frontière avec cette dernière.  

## Histoire
Apaj est mentionnée pour la première fois dans un document de 1291 sous le nom d'Opoy.  
La localité fut un temps une propriété royale, avant d'être cédée aux religieuses du monastère de l'Île Marguerite. Par la suite, elle appartint notamment à la famille Balassa.  
Au XVe siècle, Apaj était divisée en deux parties distinctes, Alsóapaj (« Apaj-Bas ») et Felsőapaj (« Apaj-Haut »).  
Sous l'occupation ottomane, la localité fut complètement détruite et ne fut repeuplée qu'au cours du XIXe siècle, sous le nom d'Apajpuszta.  
Après 1945, Apaj perdit son rôle de centre seigneurial et fut administrativement rattachée à Dömsöd.  
Elle retrouva son autonomie en 1985, grâce au développement du domaine agricole d'État de Kiskunság (Kiskunsági Állami Gazdaság).  
En 2008, Apaj mit en place un secrétariat intercommunal avec Dömsöd.  
Autrefois réputée pour son élevage de chevaux et de bovins, Apaj a perdu son lignage de chevaux de course de renommée internationale. Toutefois, la région environnante abrite toujours une importante population d'outardes barbues.  
De 1967 à 2006, Apaj accueillit chaque année les Journées des bergers et des cavaliers de Kiskunság (Kiskunsági Pásztor- és Lovasnapok).  

## Population

### Minorités culturelles et religieuses
Lors du recensement de 2011, 81,1 % des habitants se déclaraient Hongrois, 0,2 % Roms et 0,2 % Allemands, tandis que 18,9 % n'ont pas répondu (en raison des identités multiples, le total peut dépasser 100 %). La répartition religieuse était la suivante : 31,4 % catholiques romains, 19,9 % réformés, 0,6 % évangéliques, 0,5 % catholiques grecs, 13,8 % sans appartenance religieuse, tandis que 33,5 % n'ont pas répondu.  
En 2022, 93,3 % de la population se déclaraient Hongrois, 1 % Roms, 0,4 % Serbes, 0,4 % Allemands, 0,3 % Roumains, 0,2 % Ruthènes, tandis que 0,6 % appartenaient à une autre nationalité étrangère et 6,7 % n'ont pas répondu.  
Concernant l'appartenance religieuse, 22,8 % étaient catholiques romains, 16,1 % réformés, 0,8 % catholiques grecs, 0,2 % évangéliques, 0,9 % autres chrétiens, 0,9 % autres catholiques, 20,1 % sans appartenance religieuse, tandis que 38 % n'ont pas répondu.  

## Équipements

### Réseaux extra-urbains
La localité est traversée du nord au sud par la route 5203, qui en constitue la rue principale et permet de rejoindre Kiskunlacháza et Kunszentmiklós. Depuis les régions plus éloignées, l'axe routier principal d'accès est la route nationale 51, dont on peut bifurquer à Dömsöd via la route secondaire 52 305 pour atteindre Apaj.  
Concernant le réseau ferroviaire, Apaj est longée par la ligne 150 Budapest–Kelebia. Bien qu'aucune gare ne soit officiellement située sur son territoire, la gare de Dömsöd, à seulement quelques pas de la limite occidentale du village, est en réalité plus proche d'Apaj que du centre de Dömsöd, situé à plus de 7 km.  
En raison des travaux de modernisation de la ligne ferroviaire Budapest-Belgrade, le service ferroviaire est actuellement remplacé par des autocars sur ce tronçon.  